# Liste der Kantone im Département Lot-et-Garonne
Das Département Lot-et-Garonne liegt in der Region Nouvelle-Aquitaine in Frankreich. Es untergliedert sich in vier Arrondissements mit 21 Kantone (französisch cantons).
Siehe auch: Liste der Gemeinden im Département Lot-et-Garonne

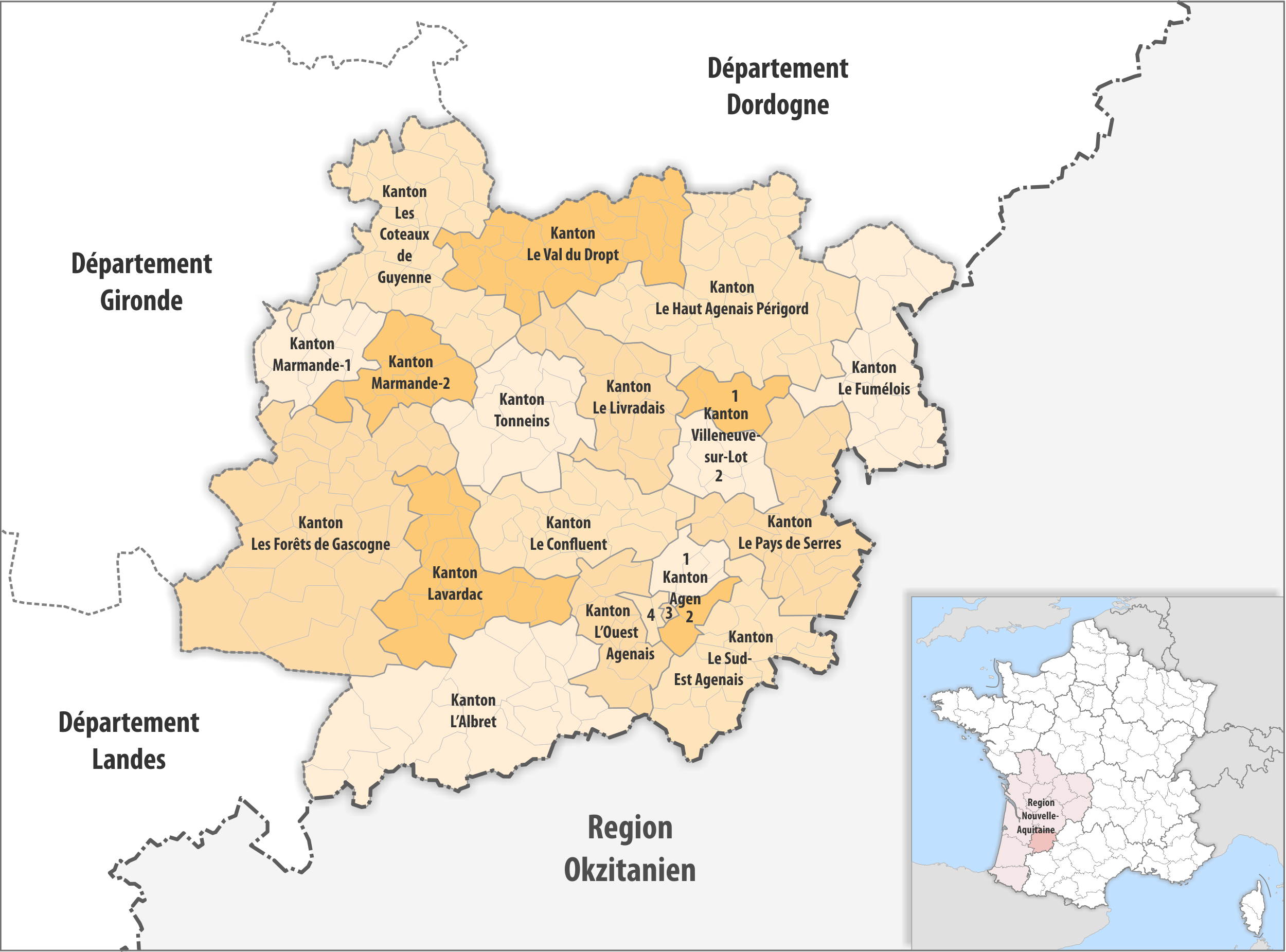
Gemeinden und Kantone im Département Lot-et-Garonne

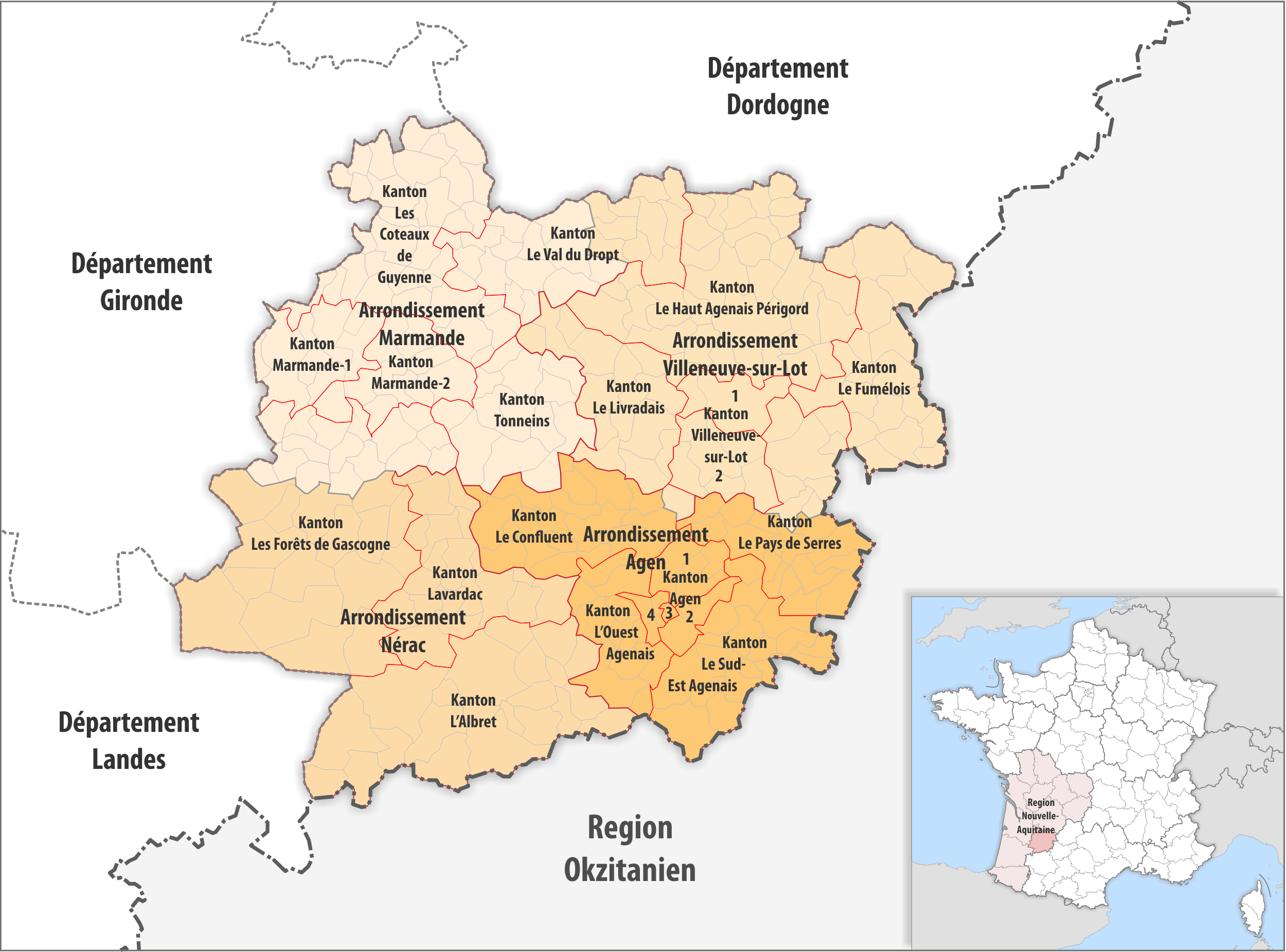
Gemeinden, Arrondissemente und Kantone im Département Lot-et-Garonne

| Kanton                     | Gemeinden | Einwohner 1. Januar 2022 | Fläche km² | Dichte Einw./km² | Code INSEE | Arrondissement(e)            |
| -------------------------- | --------- | ------------------------ | ---------- | ---------------- | ---------- | ---------------------------- |
| Agen-1                     | 3 1⁄4     | 16.751                   | 62,85      | 267              | 4701       | Agen                         |
| Agen-2                     | 2 1⁄4     | 14.127                   | 37,57      | 376              | 4702       | Agen                         |
| Agen-3                     | 1⁄4       | 15.407                   | 3,49       | 4.415            | 4703       | Agen                         |
| Agen-4                     | 1 ⁄4      | 18.110                   | 17,69      | 1.024            | 4704       | Agen                         |
| L’Albret                   | 22        | 16.411                   | 549,25     | 30               | 4705       | Nérac                        |
| Le Confluent               | 20        | 13.882                   | 281,61     | 49               | 4706       | Agen, Villeneuve-sur-Lot     |
| Les Coteaux de Guyenne     | 34        | 13.458                   | 426,14     | 32               | 4707       | Marmande                     |
| Les Forêts de Gascogne     | 32        | 15.681                   | 763,82     | 21               | 4708       | Marmande, Nérac              |
| Le Fumélois                | 19        | 17.756                   | 325,37     | 55               | 4709       | Villeneuve-sur-Lot           |
| Le Haut Agenais Périgord   | 33        | 13.499                   | 545,98     | 25               | 4710       | Villeneuve-sur-Lot           |
| Lavardac                   | 20        | 13.341                   | 291,09     | 46               | 4711       | Nérac                        |
| Le Livradais               | 14        | 15.557                   | 240,73     | 65               | 4712       | Villeneuve-sur-Lot           |
| Marmande-1                 | 9 1⁄2     | 18.460                   | 152,25     | 121              | 4713       | Marmande                     |
| Marmande-2                 | 10 1⁄2    | 17.874                   | 153,56     | 116              | 4714       | Marmande                     |
| L’Ouest Agenais            | 11        | 17.807                   | 163,12     | 109              | 4715       | Agen                         |
| Le Pays de Serres          | 23        | 13.617                   | 324,80     | 42               | 4716       | Agen, Villeneuve-sur-Lot     |
| Le Sud-Est Agenais         | 19        | 17.121                   | 259,94     | 66               | 4717       | Agen                         |
| Tonneins                   | 13        | 18.373                   | 249,84     | 74               | 4718       | Marmande                     |
| Le Val du Dropt            | 25        | 12.579                   | 330,19     | 38               | 4719       | Marmande, Villeneuve-sur-Lot |
| Villeneuve-sur-Lot-1       | 1 ⁄2      | 15.785                   | 71,97      | 219              | 4720       | Villeneuve-sur-Lot           |
| Villeneuve-sur-Lot-2       | 5 1⁄2     | 16.630                   | 109,65     | 152              | 4721       | Villeneuve-sur-Lot           |
| Département Lot-et-Garonne | 319       | 332.226                  | 5.360,91   | 62               | 47         | –                            |

## Liste ehemaliger Kantone
Bis zum Neuzuschnitt der französischen Kantone im März 2015 war das Département Lot-et-Garonne wie folgt in 40 Kantone unterteilt:
| Arrondissement     | Kantone |
| ------------------ | --- |
| Agen               | Agen-Centre, Agen-Nord, Agen-Nord-Est, Agen-Ouest, Agen-Sud-Est, Astaffort, Beauville, Laplume, Laroque-Timbaut, Port-Sainte-Marie, Prayssas, Puymirol                    |
| Marmande           | Bouglon, Castelmoron-sur-Lot, Duras, Lauzun, Le Mas-d’Agenais, Marmande-Est, Marmande-Ouest, Meilhan-sur-Garonne, Seyches, Tonneins                                       |
| Nérac              | Casteljaloux, Damazan, Francescas, Houeillès, Lavardac, Mézin, Nérac |
| Villeneuve-sur-Lot | Cancon, Castillonnès, Fumel, Monclar, Monflanquin, Penne-d’Agenais, Sainte-Livrade-sur-Lot, Tournon-d’Agenais, Villeneuve-sur-Lot-Nord, Villeneuve-sur-Lot-Sud, Villeréal |